# Крупєніна Рема Ісааківна
Рема Ісааківна Крупєніна — радянський, український звукооператор. Член Національної спілки кінематографістів України.

## Життєпис
Народилася 12 травня 1929 р. в Казані в родині інженера. Закінчила Київський інститут кіноінженерів (1954).

## Фільмографія
Оформила на телебаченні фільми:
- «З Леніним у серці»
- «Пісні Бедроса Кіркорова»
- «Фауст і смерть» (1966, реж. В. Кісін)
- «Сурімоно» (1967, реж. Ю. Суярко)
- «Пісні для вас» (Співають ВІА «Мрія», Л. Прохорова, А. Мокренко) (1969, фільм-концерт студії «Укртелефільм»; реж. Аделіна Савченко)
- «Григорій Якович» (1969)
- «Майстри мистецтв України»
- «Наді мною океан»
- «Обличчям до сонця»
- «Одвічне»
- «Син землі» (1970).

Працювала над фільмами:
- «Небо — земля — небо» (1975)
- «Р. В. С.» (1977)
- «Спокута чужих гріхів» (1978)
- «Оглядини» (1979)
- «Чорна курка, або Підземні жителі» (1980)
- «Таємниці святого Юра» (1982)
- «Звинувачення» (1984)
- «Нові пригоди янкі при дворі короля Артура. Фантазія на тему Марка Твена» (1988) та ін.